# Rio Papaloteca
Papaloteca é um rio que atravessa o território de Honduras, na América Central.